# ويليام تي. بارتون
ويليام تي. بارتون هو سياسي أمريكي، ولد في 18 فبراير 1933 في ويست فالي سيتي في الولايات المتحدة. نشط حزبياً في الحزب الجمهوري. وقد انتخب عضو مجلس ولاية يوتا ‏.